# Sprungrettungsgerät
Sprungrettungsgeräte sind Ausrüstungsgegenstände der Feuerwehren, die dazu dienen, Menschen, die aus Gefahrensituationen nur noch durch Springen entkommen können oder aus sonstigen Gründen absturz- oder sprunggefährdet sind, zu retten.

## Arten von Sprungrettungsgeräten

### Mechanische Sprungrettungsgeräte
Diese sind dadurch gekennzeichnet, dass sie nur mit einer Haltemannschaft eingesetzt werden können. Die maximale Rettungshöhe ist acht Meter, Näheres siehe unter Sprungtuch ohne Unterstützung und Sprungtuch mit Unterstützung.

### Pneumatische Sprungrettungsgeräte
Pneumatische Sprungrettungsgeräte sind dadurch gekennzeichnet, dass zum Herstellen und Wiederherstellen der Einsatzbereitschaft lediglich eine Bedienmannschaft erforderlich ist. Bei diesen Geräten kann eine Rettung aus bis zu 16 Metern Höhe erfolgen – je nach Modell auch deutlich höher. Näheres hierzu unter Sprungpolster.

## Einsatz von Sprungrettungsgeräten
Der Einsatz von Sprungrettungsgeräten ist sowohl für die Feuerwehrmannschaft als auch für die zu rettende Person mit erheblichen Risiken verbunden. Die Risiken steigen mit zunehmender Sprunghöhe. Ab einer Höhe von 8 bzw. 16 Metern wird das Risiko unverhältnismäßig groß, so dass dann die Anwendung von Sprungrettungsgeräten äußerst problematisch wird. Grundsätzlich werden Sprungrettungsgeräte wegen der hohen Risiken nur dann eingesetzt, wenn keine anderen Rettungswege mehr zur Verfügung stehen.
Bei allen Sprungrettungsgeräten ist zu beachten, dass diese in der Nähe des eigentlichen Absprungortes einsatzbereit gemacht und erst nach komplettem Aufbau endgültig in Stellung gebracht werden. So wird vermieden, dass Personen zu früh abspringen.

## Übungssprünge
Nach den Unfallverhütungsvorschriften der Feuerwehren sowie nach den entsprechenden Bedienungsanleitungen sind Übungs- oder Schausprünge mit Sprungrettungsgeräten verboten.